# 3355 Onizuka
3355 Onizuka è un asteroide della fascia principale. Scoperto nel 1984, presenta un'orbita caratterizzata da un semiasse maggiore pari a 2,1864834 UA e da un'eccentricità di 0,0661116, inclinata di 4,06325° rispetto all'eclittica.
L'asteroide è dedicato all'astronauta americano Ellison Onizuka.